# After Earth
After Earth is een Amerikaanse sciencefictionfilm uit 2013 met Will Smith en zijn zoon Jaden Smith in de hoofdrollen. De film werd geregisseerd door M. Night Shyamalan.

## Verhaal
Na rampzalige gebeurtenissen is de aarde verlaten door de mensen. De planeet Nova Prime is het nieuwe thuis geworden voor de mensheid. Generaal Cypher Raige wil met pensioen gaan, en neemt op zijn laatste dienstreis/ruimtevlucht zijn 13-jarige zoon Kitai mee. Ze komen in een asteroïdenstorm terecht en crashen op de aarde, nu onbekend en gevaarlijk. Raige raakt gewond. Kitai gaat op pad om, op afstand begeleid door Raige, hen beiden te redden: hij moet naar het afgebroken staartstuk van het ruimteschip toe, omdat daar een communicatie-instrument aanwezig is waarmee ze hulp kunnen laten komen. Raige, die als commandant aan zijn zoon bevelen geeft, geeft hem op een gegeven moment opdracht terug te keren omdat het te gevaarlijk wordt. Kitai, die ooit door gehoorzaamheid zijn in gevaar verkerende zus niet heeft geholpen waarna ze stierf, is nu ongehoorzaam en gaat door met zijn missie.

## Rolverdeling
| Acteur            | Personage       |
| ----------------- | --------------- |
| Jaden Smith       | Kitai Raige     |
| Will Smith        | Cypher Raige    |
| Sophie Okonedo    | Faia Raige      |
| Zoë Kravitz       | Senshi Raige    |
| Glenn Morshower   | Commander Velan |
| Kristofer Hivju   | Security Chief  |
| Sacha Dhawan      | Pilot           |
| Chris Geere       | Navigator       |
| Diego Klattenhoff | Ranger          |
| Isabelle Fuhrman  | Rayna           |

## Achtergrond
De opnames vonden onder meer plaats in Californië, New Mexico, Pennsylvania en Utah in de Verenigde Staten en in San Carlos in Costa Rica.